# Kurdżiłyk
Kurdziłyk (bułg. Курджилък) – szczyt pasma górskiego Riła, w Bułgarii, o wysokości 2469 m n.p.m.